# Шостакович Максим Дмитрович
Максим Дмитрович Шостакович (нар. 10 травня 1938, Ленінград) — радянський, після еміграції німецький та американський диригент та піаніст, син Дмитра Шостаковича; політичний біженець (неповерненець) з СРСР.

## Біографія
З ранніх років навчався грі на фортепіано, вступив в Московську консерваторію в клас Якова Флієра, на вступних іспитах виконував Другий фортепіанний концерт свого батька. У консерваторії він зацікавився диригуванням і займався спочатку у Н. С. Рабіновича та О. В. Гаука, потім у Г. М. Рождественського. У 1963 він був прийнятий на посаду помічника головного диригента Московського філармонічного оркестру, з 1966 року працював з Держоркестром СРСР (в 1974 році з цим колективом прем'єру П'ятнадцятої симфонії свого батька), в 1971—1981 керував Симфонічним оркестром Міністерства культури СРСР.

## Еміграція
За кордоном М. Шостакович вперше виступив як диригент у 1968 році з Лондонським філармонічним оркестром в Королівському фестивальному залі, в 1969 провів концертний тур по США з Держоркестром. У 1981 році під час гастролей у ФРН разом із сином Дмитром, на знак протесту проти радянської дійсності запросив політичний притулок у Німеччині і отримав його. Згодом емігрував до США . У 1983—1985 Шостакович — головний диригент Гонконзького філармонічного оркестру, в 1986—1991 — Новоорлеанського симфонічного оркестру. З 1979 року виступає як оперний диригент, серед його постановок — «Ніс» і «Леді Макбет Мценського повіту». Зробив ряд записів, у тому числі всіх симфоній свого батька (повний комплект з Празьким симфонічним оркестром, окремі записи з іншими оркестрами), його ж обох фортепіанних концертів.
У 1994 вперше після багаторічної перерви виступив у Росії. Постійно живе у США та у місті Мантон, (Французька Рив'єра).